# Rio Groapa lui Simion
O Rio Groapa lui Simion é um rio da Romênia, afluente do Valea cu Apă, localizado no distrito de Braşov.